# Chiesa di San Luigi dei Francesi
La chiesa di San Luigi dei Francesi è un luogo di culto cattolico di Roma che affaccia sulla piazza omonima, non distante da piazza Navona, nel rione Sant'Eustachio. È la chiesa nazionale dei francesi di Roma dal 1589.

## Storia

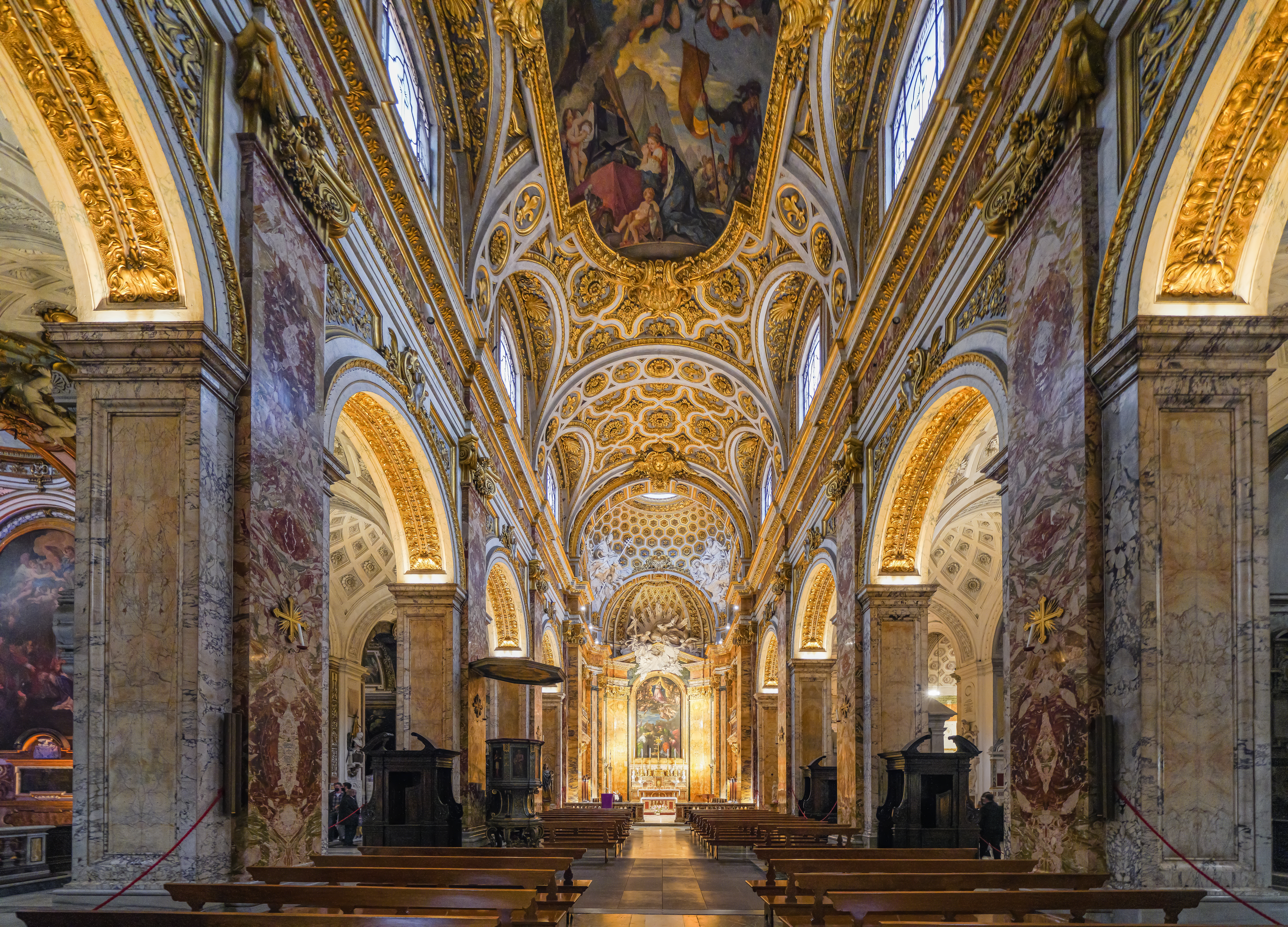
Interno della chiesa

La comunità francese di Roma, che già possedeva una piccola cappella nei pressi di Sant'Andrea della Valle, alla fine del XV secolo permutò questa cappella con altri possedimenti dell'abbazia di Farfa a Roma, per costruirvi una nuova e più spaziosa chiesa nazionale.
I lavori furono eseguiti da Domenico Fontana su progetti di Giacomo Della Porta, e grazie alla munificenza di Caterina de' Medici, dal 1518 al 1589, e la chiesa fu consacrata l'8 ottobre 1589. Nel 1749 gli interni vennero rinnovati sotto il progetto dell'architetto francese Antoine Dérizet; tali lavori proseguirono fino al 1764.
Sebbene consacrata a Maria vergine, a san Dionigi l'Areopagita e al re san Luigi IX, essa è conosciuta soprattutto con quest'ultimo nome. Fin dagli inizi della sua costruzione essa fu eretta a parrocchia per i residenti francesi della città; inoltre è sede del titolo cardinalizio di San Luigi dei Francesi.
Luigi Rossi fu organista della chiesa tra il 1633 e il 1635 e poi di nuovo tra il 1647 e il 1653, quando gli succedette Ercole Bernabei fino al 1665 (indicato nel 1658 col nome di Ercole Pastorelli, probabilmente a causa della protezione, e della possibile parentela, del suo maestro Antonio Pastorelli). Maestri di cappella nello stesso periodo furono Orazio Benevoli, Antonio Maria Abbatini e lo stesso Bernabei (a partire dal 1673).
La carriera del musicista Arcangelo Corelli iniziò, come terzo violino, in questa chiesa, quando arrivò a Roma, intorno al 1675.

## Arte

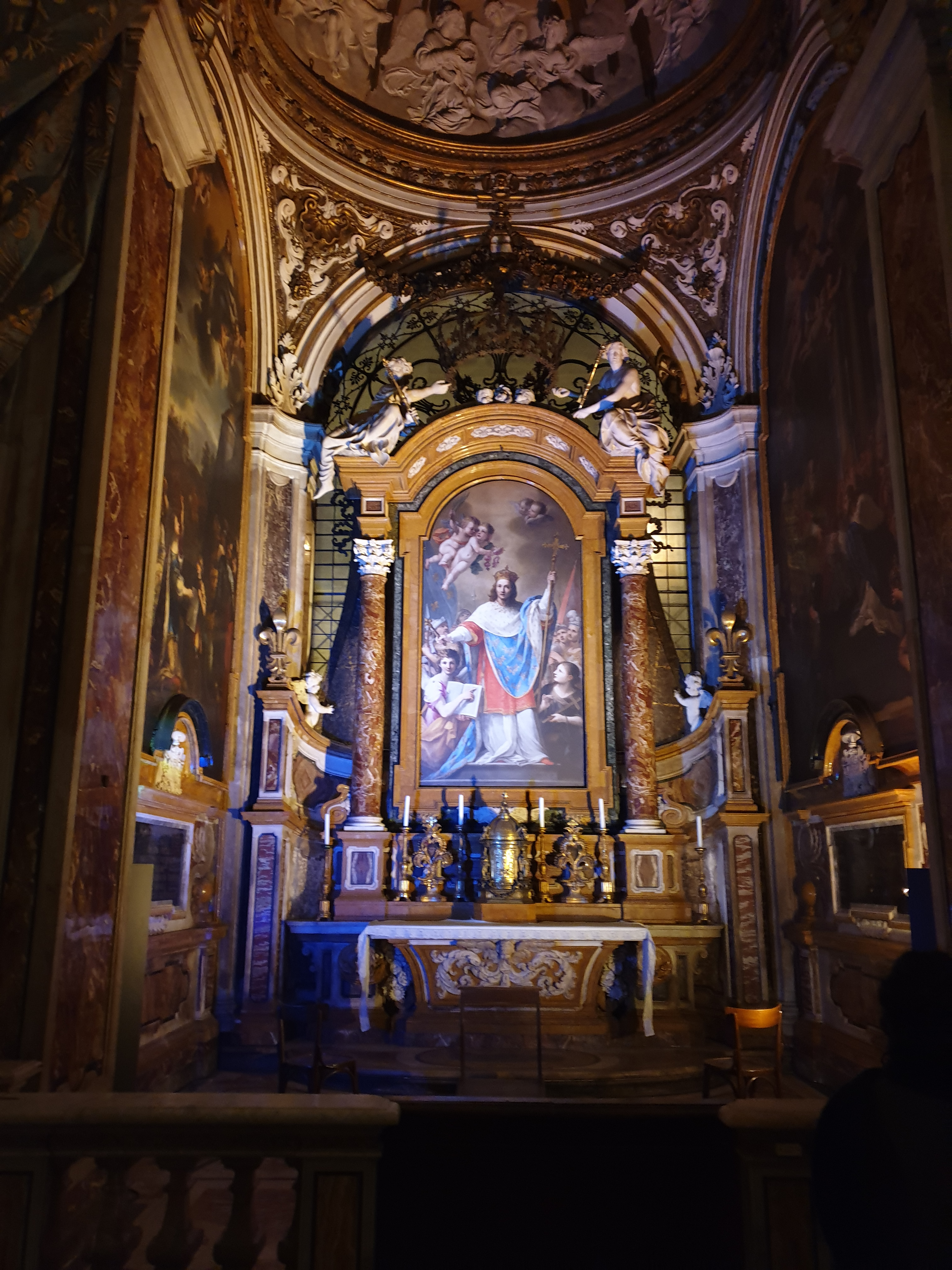
Cappella di San Luigi dei francesi. Retablo realizzato da Plautilla Bricci tra 1676 e 1680.

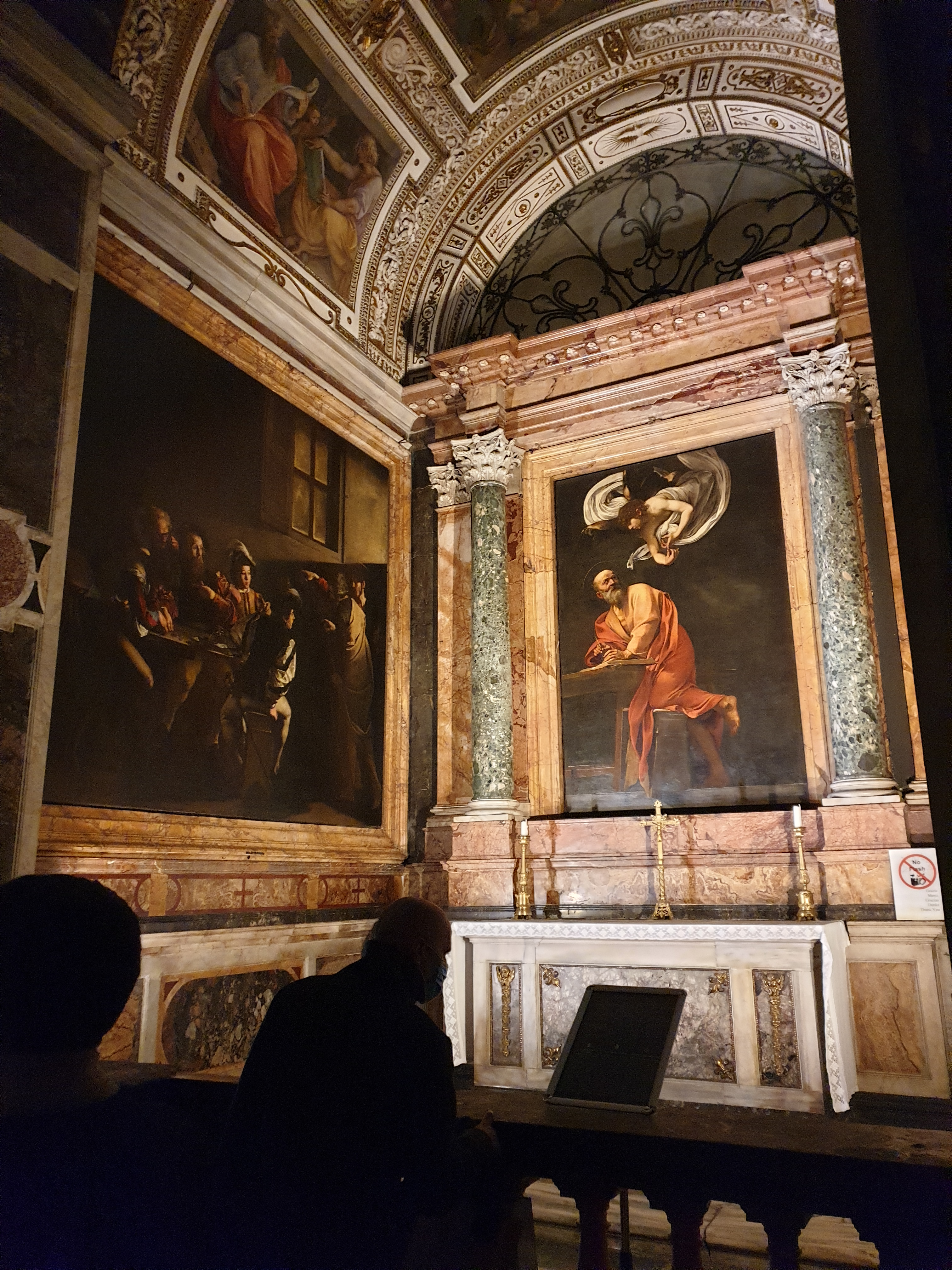
Cappella Contarelli con le tele del Caravaggio

La chiesa, dal punto di vista artistico, è un'esaltazione della Francia attraverso la rappresentazione dei suoi santi e dei suoi più grandi personaggi storici. Nella facciata sono rappresentate le statue di Carlo Magno, san Luigi, santa Clotilde, santa Giovanna di Valois. All'interno vi sono affreschi con le Apoteosi di san Luigi e san Dionigi ed il racconto della vita di Clodoveo. La grande pala dell'altare della cappella di San Luigi dei francesi, olio su tela raffigurante il santo, fu realizzata nel XVII secolo da Plautilla Bricci.
Due sono i luoghi che racchiudono veri e propri capolavori dell'arte del XVII secolo. Nella seconda cappella della navata di destra vi sono l'affresco con storie di santa Cecilia del Domenichino e, sull'altare, una copia di Guido Reni della Santa Cecilia di Raffaello; mentre nella quinta cappella della navata di sinistra (cappella Contarelli) vi sono tre capolavori assoluti del Caravaggio: il Martirio di san Matteo, San Matteo e l'angelo e Vocazione di san Matteo.
La pala dell'altare maggiore della chiesa è la Madonna Assunta (1588 circa) di Francesco Giambattista Dal Ponte, noto come Francesco Bassano il Giovane (1549-1592).
La chiesa ospita inoltre diverse tombe, tra cui la tomba di Pauline de Beaumont, fatta costruire dal suo amante, François-René de Chateaubriand; e la tomba del cardinale François Joachin de Bernis, ambasciatore dei re Luigi XV e Luigi XVI, che custodisce il suo cuore, e quella di Frederic Bastiat, grande pensatore liberale.
Vi è inoltre sepolto Giuseppe Sisco, primo chirurgo e Dottore dell'Università Sapienza e Marin Tourlonias, capostipite della dinastia dei Torlonia.

### Organo a canne

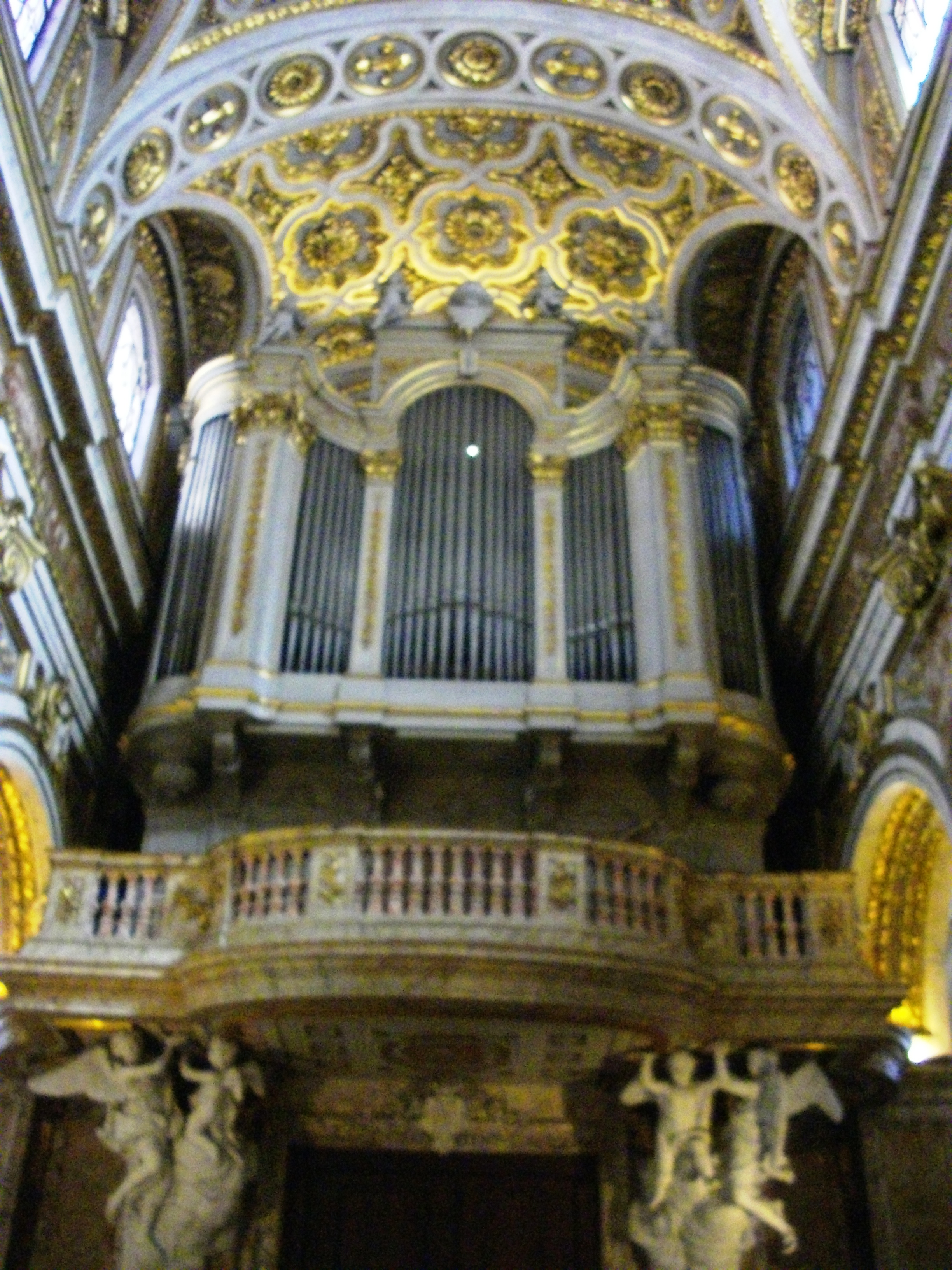
L'organo Merklin

Posto sulla fastosa cantoria sopra la porta di ingresso, è stato costruito dall'organaro francese Joseph Merklin nel 1881. È dotato di tre manuali di 56 note e pedaliera di 30 note, a trasmissione meccanica con leva Barker.